# نفطجاله
نفطجاله (بالأذرية: Neftçala) هي مدينة في أذربيجان وعاصمة مقاطعة نفطجاله، تملك المدينة قصر للثقافة ومتحف للدراسات الإقليمية ومعرض فني.

## أصل الكلمة
اسم المدينة مشتق من الفارسية («نفت» تعني النفط أو البترول) والأذرية («جاله: çala» تعني الخندق) وبالتالي فمعنى اسم المدينة هو خندق النفط.

## التاريخ
عانت المدينة طوال تاريخها من الفيضانات بسبب قربها من النهر وأنخفاض معظم المدينة.